# Der goldene Stamm

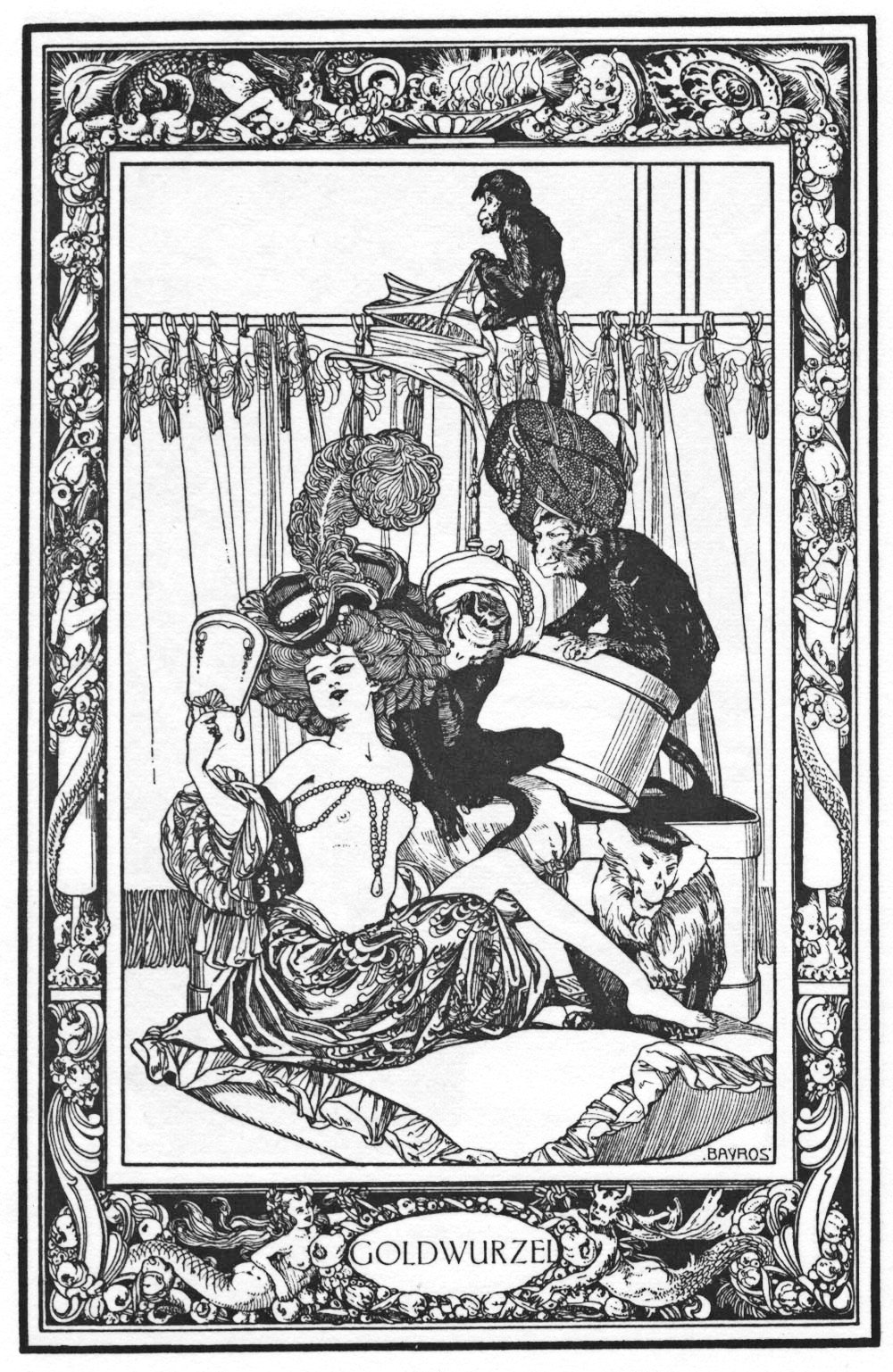
Illustration von Franz von Bayros, 1909

Der goldene Stamm (neapolitanisches Original: Lo turzo d’oro) ist ein Märchen (AaTh 425A). Es steht in Giambattista Basiles Sammlung Pentameron als vierte Erzählung des fünften Tages (V,4). Felix Liebrecht übersetzte Die goldene Wurzel.

## Inhalt
Ein armer Gärtner schenkt jeder Tochter ein Ferkel. Die zwei älteren weiden ihre lieber allein. Parmetella, die jüngste findet auf einer Waldwiese einen Baum mit Goldblättern, die ihr Vater teuer verkauft, aber den Fundort sagt sie ihm nicht. Beim Versuch, auch den goldenen Stamm auszugraben, findet sie eine Höhle und einen prächtigen Palast, wo ein Mohr sie bewirtet und zur Frau nimmt. Im Bett soll sie das Licht löschen, die zweite Nacht aber nimmt sie ein Feuerzeug und sieht seine Schönheit. Da muss er noch sieben Jahre ein Mohr bleiben und schickt sie weg. Sie läuft auf Rat einer Fee hin sieben Jahre lang sieben Paar Eisenschuhe ab, bis sie sieben Spinnerinnen sieht, deren Faden um einen Knochen gewickelt ist. Für den steckt sie eine in Honig getauchte Spindel mit einer Feige hinein. Die Frauen schmecken das Süße und schwören nach vier falschen Schwüren schließlich „auf Donnerundblitz“, ihr nichts zu tun. Da erst zeigt sie sich und packt deren Mutter, die Orca von hinten, bis auch sie schwört. Parmetella muss zwölf Sack Hülsenfrüchte auslesen und zwölf Matratzen stopfen. Ihr Mann Donnerundblitz lässt Ameisen und Vögel die Arbeit für sie tun. Um bei der Schwester der Orca die Musikinstrumente für die Hochzeit zu holen, muss sie einen bissigen Hund mit Brot, ein Pferd mit Heu und eine schlagende Tür mit einem Stein ruhigstellen und das Orcakind in den Ofen werfen. Als sie in den Instrumentenkasten schaut, fliegen pfeifend die Instrumente davon, Donnerundblitz muss helfen. Die Orca hat eine falsche Braut geladen, der aber Donnerundblitz nach ihrer unzüchtigen Rede die Kehle durchschneidet und Parmetella heiratet. Die Orcaschwester verbrennt sich des toten Kindes wegen selbst im Ofen, worauf sich die Orca in einen Widder verwandelt und an einer Mauer zu Tode rennt.

## Bemerkungen
Wie so oft muss die Heldin Proben, besonders der Neugier bestehen, um die feindliche Familie des höherstehenden Bräutigams zu besiegen (Ödipuskonflikt). Die ist hier mythologisch ausgemalt (vgl. Apuleius’ Amor und Psyche): Erst Weltenbaum, schließlich drei Schicksalsgöttinnen und Große Mutter mit ihrem Sohn „Donnerundblitz“ (wie Zeus), jeweils kommt auch ein Brunnen vor. Vgl. bei Basile II,9 Der Riegel, zum Schwur der Orca auch IV,6 Die drei Kronen, IV,8 Die sieben Täublein. Besonderen Einfluss sieht Rudolf Schenda auf Marie-Catherine d’Aulnoys Märchen Serpentin vert. Er nennt noch König Stieglitz in Gonzenbachs Fiabe siciliane, Nr. 15 und Christina und das Ungeheuer in seinen Märchen aus der Toskana, Nr. 27 (Die Märchen der Weltliteratur, 1996). Vgl. bei Grimm besonders Das singende springende Löweneckerchen, zum Goldbaum Einäuglein, Zweiäuglein und Dreiäuglein, zum Erbsen auslesen Die weiße Schlange, Aschenputtel, Die Bienenkönigin, zu Hund und Brotlaib Das Wasser des Lebens, Murmeltier.